# Carretera de Luisiana 26
La Carretera de Luisiana 26 (abrevada LA 26 y conocida en inglés como Louisiana Highway 26) es una carretera estatal ubicada en el estado estadounidense de Luisiana. La carretera atraviesa la parroquia de Beauregard y la parroquia de Allen en Luisiana. La carretera tiene una longitud de 76,16 millas (122,6 km), y corre en sentido noroeste a sureste. 